# Платонов Валентин Вікторович
Плато́нов Валенти́н Ві́кторович (* 15 січня 1977) — український футболіст, колишній захисник ФК «Кривбас».